# John Schlesinger
John Schlesinger, celým jménem John Richard Schlesinger (16. února 1926 Londýn – 25. července 2003 Palm Springs) byl britský filmový režisér a herec, v 60. letech jeden z režisérů britské nové vlny, který však většinu své kariéry působil v Hollywoodu. Natočil 25 hraných filmů, z nichž největšího úspěchu dosáhl Půlnoční kovboj, za jehož režii získal Oscara. Mezi další významné snímky patří Drahoušek, Mizerná neděle, Maratónec či Amíci. Příležitostně však režíroval i divadlo, operu a nezanedbatelnou část jeho díla představuje televizní tvorba.

## Životopis

### Začátky
Narodil se v Londýně roku 1926 do rodiny židovského pediatra. Otec také hrál na violoncello, matka na housle a John se učil hře na klavír. V 11 letech dostal svou první 9,5mm kameru. Studoval pak na škole v Uppinghamu. V roce 1944, po dosažení 18 let, narukoval do armády, ze zdravotních důvodů se však dostal k jednotce Combined Services Entertainment, zábavní a umělecké armádní složky, s níž bavil vojáky kouzelnickými kousky.
Během následných studií anglické literatury na oxfordské Balliol College (1947–1950) účinkoval ve studentském divadle, na což navázal rolemi ve filmech jako Oh, Rosalinda (1955), Bitva u La Plata (1956) či Bratři mezi paragrafy (1957). Objevil se také v epizodních rolích seriálů The Adventures of Robin Hood (1956–1957) či Ivanhoe (1958). Právě vlastní herecké zkušenosti údajně měli napomoci k jeho skvělému vedení herců z pozice režiséra.
Už za studií také natáčel amatérské filmy, z nichž prvním režijním počinem byl Horror z roku 1946. S Alanem Cookem spolupracoval na dalších snímcích jako Black Legend (1948) či The Starfish (1950).

### Od televizních dokumentů k hranému filmu
Kromě epizodních hereckých rolí pak začínal u filmu jako režisér dokumentů BBC. Smlouvu s televizí podepsal v roce 1957 a v příštích třech letech točil dokumenty z uměleckého cyklu Monitor.
Edgar Anstey z British Transport Films ho poté oslovil s nabídkou filmu pro jeho společnost. Stalo se jím Nádraží (1961), asi půlhodinový dokument zachycující 24hodinové každodenní drama na londýnské stanici Waterloo. Snímek byl oceněn Zlatým lvem na filmovém festivalu v Benátkách i cenou Britské akademie.
Zaujal také italského producenta Josepha Janniho, který režisérovi zadal pár reklam a pak i první hraný film Takové milování (1962). Šlo o zdařilou adaptaci knihy Stana Barstowa s první velkou příležitostí pro Alana Batese v hlavní roli, která Schlesingerovi vynesla na berlínském festivalu Zlatého medvěda za nejlepší film.

### Britská tvorba 60. let
Po úspěchu hraného debutu natočil Schlesinger pro Janniho další trojici filmů Billy lhář (1963), Drahoušek (1965) a Daleko od hlučícího davu (1967). Billyho lháře napsali stejní tvůrci jako Takové milování – Keith Waterhouse a Willis Hall. Šlo o směsici poněkud přisprostlé komedie a dramatu s Tomem Courtenayem v roli pomocníka v pohřebním ústavu s dosti extravagantními fantaziemi. Snímek se nestal žádným komerčním hitem, dal však vyniknout také Julii Christie v roli volnomyšlenkářské dívky Liz, která byla spolu s představitelem titulní role nominována na cenu BAFTA.
Ještě většího úspěchu pak Julie Christie dosáhla v Schlesingerově následujícím Drahouškovi, když obdržela Oscara za nejlepší ženský výkon v hlavní roli modelky stoupající po společenském žebříčku. Jeden z jeho nejvíc vychvalovaných i kritizovaných snímků, v němž Julii Christie sekundovali Dirk Bogarde a Laurence Harvey, mu vynesl ocenění newyorských kritiků (NYFCC) za nejlepší film i režii, nominaci na Oscara v obou těchto kategoriích, nominaci na Zlatý glóbus za režii (a jeho výhru v kategorii nejlepšího anglicky mluveného zahraničního filmu) i nominaci na cenu BAFTA za nejlepší film.
Následující film Daleko od hlučícího davu představoval – po předchozích černobílých snímcích – velkorozpočtovou barevnou adaptaci knihy Thomase Hardyho z roku 1874. Opět v něm dostala hereckou příležitost Julie Christie, jakož i Alan Bates a nově také Peter Finch a Terence Stamp v rolích trojice velmi rozdílných nápadníků usilujících o přízeň Bathsheby Everdeneové. Film tehdy 40letému režisérovi otevřel dveře mezinárodnímu přijetí a Hollywoodu a zároveň ukázal jeho odlišnost od ostatních tvůrců britské nové vlny 60. let.

### Mezi Anglií a Hollywoodem
Koncem 60. let Schlesinger přesunul svou tvorbu i bydliště do Spojených států a k britské filmové produkci se vrátil už jen snímkem Mizerná neděle (1971). V souvislosti s oslabenou britskou kinematografií zapustil své kořeny v Hollywoodu.
Jeho prvním americkým filmem se stal komerčně nejúspěšnější a kritiky nejlépe přijatý Půlnoční kovboj (1969). Schlesinger ho natáčel v New Yorku, na Floridě a v Texasu s Jonem Voightem a Dustinem Hoffmanem v hlavních rolích společenských outsiderů. Voight ztvárnil naivního venkovského mladíka, který přichází do New Yorku, aby zkusil štěstí jako prostitut, zatímco Hoffman malého podvodníčka trpícího tuberkulózou. Ačkoli šlo o téma na svou dobu velmi opovážlivé, bylo řemeslně velmi dobře zpracované a skvěle zahrané, takže si získalo přízeň diváků po celém světě. Film získal Oscara a další sošky přinesl Schlesingerovi za režii a Waldo Saltovi za scénář. Voight si vysloužil cenu Newyorských kritiků pro nejlepšího herce, Zlatý glóbus pro nejlepšího nováčka a v obdobné kategorii také cenu BAFTA. Britská akademie ocenila kromě něj i Hoffmana za hlavní roli, dále režiséra, scenáristu i střihače a samotný film. Sám Schlesinger však k úspěchu přistupoval poměrně zdrženlivě. V roce 1990 o své tvorbě uvedl: „Jestli jsem měl někdy nějaký komerční úspěch, byla to vyložená náhoda. Netušil jsem, že si Půlnoční kovboj povede tak dobře.“
Každopádně mu Půlnoční kovboj zajistil dobré postavení a poskytl možnost k tomu, aby znovu ve spolupráci s producentem Jannim natočil ještě jeden britský film, své nejosobnější dílo, Mizernou neděli. Peter Finch v něm ztvárnil lékaře, který se v bisexuálním milostném trojúhelníku dělí o lásku k mladému umělci (Murray Head) se ženou (Glenda Jacksonová). Příběh se zakládal na režisérových osobních zkušenostech, on sám měl coby otevřený gay asi dvouletý vztah s výrazně mladším mužem. Film byl oceněn Zlatým glóbem za nejlepší anglicky mluvený zahraniční film a obdržel celkem 5 cen Britské akademie (pro nejlepšího herce, herečku, režii, film a střih). Získal také čtyři nominace na Oscara, včetně té režijní.

### Větší i menší úspěchy 70. let
V roce 1972 se John Schlesinger vydal na Letní olympijské hry v Mnichově, aby natočil segment „Nejdelší“ (The Longest) věnovaný maratonskému běhu, který se stal závěrečnou součástí kolektivního celovečerního dokumentu Viděno osmi. Dalším z osmi režisérů, kteří se na filmu podíleli, byl i Miloš Forman, autor segmentu o desetiboji. Film však, stejně jako Olympiáda sama, zůstal zastíněn tragickým atentátem na izraelské sportovce.
O dva roky později následoval ambiciózní snímek Den kobylek (1975), hyperbolická adaptace stejnojmenného románu Nathanaela Westa z prostředí hollywoodského filmového průmyslu, s Donaldem Sutherlandem a Karen Black v hlavních rolích. Film však byl přijat poměrně kriticky a finančně propadl, ačkoli získal cenu BAFTA za nejlepší kostýmy a nominace na Oscara pro nejlepší kameru a herce ve vedlejší roli.
Kasovním hitem se naopak stal thriller Maratónec (1976) o nacistech v New Yorku, ačkoli sklidil i kritické ohlasy za přístup k brutalitě. Dobře známou se stala scéna, kdy sadistický dentista (Laurence Olivier) trýzní svou oběť (Dustin Hoffman) zubařským zákrokem bez anestezie. Film byl nominován ve dvou kategoriích na cenu BAFTA a celkem v pěti, včetně té režijní, na Zlatý glóbus. Z nich však proměnil jen cenu za nejlepší herecký výkon ve vedlejší roli pro Laurence Oliviera, který byl ve stejné kategorii nominován i na Oscara.
Koncem 70. let se Schlesinger ještě jednou spojil s producentem Jannim při natáčení filmu Amíci (1979). Šlo o příběh amerických vojáků před invazí v Normandii, kteří si začnou pletky s anglickými ženami. V hlavních rolích válečné romance se představili Richard Gere a Vanessa Redgrave. Film získal několik nominací na cenu BAFTA, a to i za režii a scénář, ale uspěl jen v kategorii nejlepších kostýmů a herečky ve vedlejší roli.

### Slabší 80. léta
Po Amících nastal v jeho režijní tvorbě největší propad, z něhož se už nikdy zcela nevzpamatoval. Frenetická komedie Bláznivá dálnice (1981) o americkém městečku, které starosta pro nalákání turistů přemaloval na růžovo, stál značných 24 milionů dolarů, ale zcela propadl a byl stažen distributorem už týden po premiéře.
Schlesinger se po nezdaru obrátil k televizní tvorbě a natočil Oddělené stoly a An Englishman Abroad (oba 1983). Druhý z uvedených televizních filmů natočil s Alanem Batesem a Coral Brownovou podle jejího vlastního životního příběhu z 50. let, kdy se v Moskvě zapletla s britským dvojitým špionem Guyem Burgessem. Scénář k němu napsal Alan Bennett. Kritiky byl chválen a nazýván televizní událostí roku.
K tvorbě pro velké plátno se vrátil nevydařeným politickým thrillerem Dravec a feťák (1985) a v Kanadě natočeným pochmurným snímkem The Believers (1987), který Schlesinger i koprodukoval, avšak neuspěl komerčně ani u kritiky.
Do formy se vrátil až adaptací knihy Bernice Rubensové Madame Sousatzka (1988) s Shirley MacLaine v roli stárnoucí pianistky, která v Londýně vyučuje výjimečně nadaného indického chlapce. Nejlepší snímek posledních dvou dekád jeho tvorby později sám Schlesinger označil za jeden ze čtyř svých nejzamilovanějších filmů, spolu s Takovým milováním, Půlnočním kovbojem a Mizernou nedělí.

### Ke konci milénia

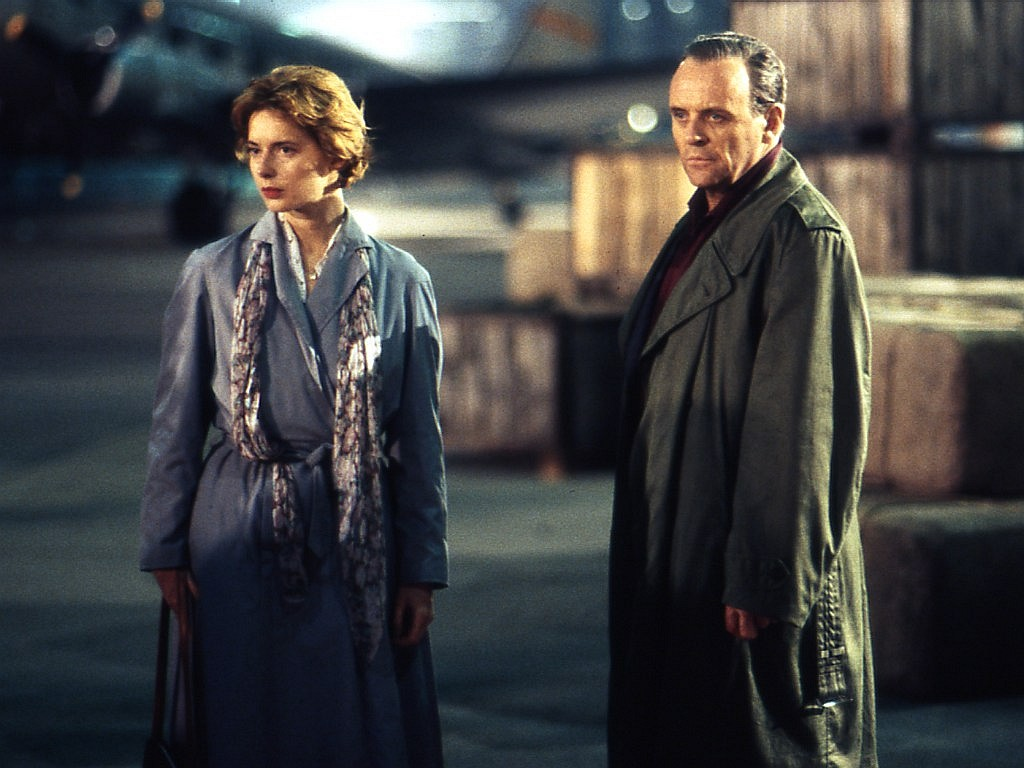
Isabella Rosselliniová a Anthony Hopkins při natáčení filmu Nevinný na berlínském letišti Tempelhof (1992)

Na počátku 90. let natočil komerčně úspěšnější thriller Psychopat ze San Francisca (1990) s Melanie Griffithovou a Michaelem Keatonem jako jejím psychotickým sousedem. K působivosti filmu přispěla i hudba Hanse Zimmera, propojující syntetizéry s jazzovými hráči a vokály. Následoval Nevinný (1993), drama podle románu Iana McEwana o naivním mladém specialistovi (Campbell Scott), který se ve špiony prolezlém Berlíně 50. let zamiluje s tragickými následky do tajuplné Němky (Isabella Rosselliniová). V roli žoviálního Američana Glasse se ve filmu objevil i Anthony Hopkins, snímek ale mnoho úspěchů nesklidil.
Točil opět i televizní filmy, pro cyklus BBC „Screen One“ vytvořil podle scénáře a divadelní hry Alana Bennetta A Question of Attribution (1992) s Jamesem Foxem v roli britského historika a sovětského agenta Anthonyho Blunta. Snímek získal cenu BAFTA za nejlepší drama. Většího úspěchu u kritiky pak dosáhl televizní adaptací knihy Stelly Gibbonsové Farma Cold Comfort (1995). Tato romantická komedie s Eileen Atkinsovou a Kate Beckinsaleovou v hlavních rolích a např. Stephenem Fryem či Ianem McKellenem v rolích vedlejších se posléze dostala i do amerických kin.
V roce 1995 Schlesinger přispěl svým rozhovorem ke koprodukčnímu dokumentu o zobrazování gayů a leseb v historii kinematografie The Celluloid Closet (česky 4% filmová tajemství).
V jeho dalším thrilleru Oko za oko (1996) zahrála Sally Fieldová Karen McCannovou, odhodlanou pomstít znásilnění a smrt své 17leté dcery poté, co vrah (Kiefer Sutherland) kvůli procedurální chybě unikl stíhání. Posledním snímkem z 90. let se stal hororový příběh z Londýna 19. století Oholený klenotník (1997). Svou premiéru měl na filmovém festivalu v Chichesteru, ale poté se stáhnul jen na obrazovky televize Sky.
Do nového milénia vstoupil Schlesinger svým posledním dokončeným filmem s Madonnou a Rupertem Everettem v hlavních rolích. Romantická dramedie Příští správná věc (2000) o gayi a jeho kamarádce, kteří se po jedné společně strávené noci rozhodnou vychovávat své dítě, nezískala vysoké hodnocení kritiky, ale byla nominována na mediální cenu GLAAD.

### Divadelní režie
Schlesinger během své kariéry příležitostně zavítal i k divadelní nebo operní režii. V 70. letech režíroval svůj jediný muzikál I And Albert, který však pro něj byl těžkou zkušeností a na prknech se udržel jen velmi krátkou dobu. To inscenace Domu zlomených srdcí od G. B. Shawa v Národním divadle roku 1975 dopadla o poznání lépe, i když se Julius Caesar o pár let později tamtéž nesetkal zdaleka s takovým úspěchem. V roce 1981 zde uvedl také hru Sama Sheparda True West (Pravý či Pravdivý západ).
V 80. letech přesedlal na operu. Nejprve v roce 1981 připravil pro londýnskou Royal Opera House, Covent Garden inscenaci Offenbachovy opery Hoffmannovy povídky s dirigentem Georgesem Prêtrem a s Plácidem Domingem. A v roce 1984 tamtéž režíroval Straussova Růžového kavalíra s dirigentem Georgem Soltim. Obě úspěšná představení zůstala v repertoáru operního domu po dlouhou dobu, Hoffmanovy povídky se dočkaly obnoveného uvedení ještě v prosinci 2008 a Rosenkavalier v listopadu následujícího roku. V roce 1989 pak režíroval na Salcburském festivalu Verdiho Maškarní ples. Původně měl také pro newyorskou Metropolitní operu režírovat Verdiho Othella s Placidem Domingem v titulní roli, avšak po úvodních jednáních z roku 1990 a dalším vývoji seznal operní dům jeho produkci nerealizovatelnou a k uvedení díla roku 1994 ho nahradil režisér Elijah Moshinsky.

### Soukromý život a úmrtí
Už od druhé poloviny 60. let udržoval Schlesinger vztah se svým životním partnerem, fotografem Michaelem Childersem.
V roce 2000 absolvoval srdeční operaci a na konci téhož roku utrpěl záchvat mozkové mrtvice. Měl obtíže s mluvením a nemohl dále pracovat. Dne 25. července 2003 zemřel ve zdravotním středisku Desert Region v Palm Springs na dýchací obtíže související s mrtvicí.
Mezi Schlesingerovými pozůstalými byl jeho bratr Roger a sestra Hilary.

## Režijní filmografie
- 1961 Nádraží (Terminus) – dokumentární film
- 1962 Takové milování (A Kind of Loving) – první režie hraného filmu
- 1963 Billy lhář (Billy Liar!)
- 1965 Drahoušek (Darling)
- 1967 Daleko od hlučícího davu (Far from the Madding Crowd)
- 1969 Půlnoční kovboj (Midnight Cowboy) – česká premiéra: 28. června 1974[41]
- 1971 Mizerná neděle (Sunday Bloody Sunday)
- 1973 Viděno osmi (Visions of Eight) – kolektivní celovečerní dokumentární film, česká premiéra: červen 1975[42]
- 1975 Den kobylek (The Day of the Locust) – česká premiéra: červen 1978[43]
- 1976 Maratónec (Marathon Man) – česká premiéra: únor 1979[44]
- 1979 Amíci (Yanks)
- 1981 Bláznivá dálnice / Dálnice do Zapadákova (Honky Tonk Freeway)[45]
- 1983 An Englishman Abroad – TV inscenace
- 1983 Oddělené stoly (Separate Tables) – TV inscenace
- 1985 Dravec a feťák (The Falcon And The Snowman)
- 1987 Temné síly / Síly temnot / Ti, kdo věří (The Believers)[46]
- 1988 Madame Sousatzká
- 1990 Psychopat ze San Francisca (Pacific Heights)
- 1992 A Question of Attribution – TV film
- 1993 Nevinný (The Innocent)
- 1995 Farma Cold Comfort / Farma chabé útěchy (Cold Comfort Farm)[47] – TV film
- 1996 Oko za oko (An Eye for an Eye)
- 1997 Oholený klenotník (The Tale of Sweeney Todd) – TV film
- 2000 Příští správná věc (The Next Best Thing) – poslední režijní počin

## Ocenění
- 1965 Cena newyorských kritiků za nejlepší režii[48]
- 1970 Oscar za nejlepší režii za film Půlnoční kovboj[49]
- 1970 komandér Řádu britského impéria za přínos pro film[50][51]
- 1970 Cena BAFTA za nejlepší režii za film Půlnoční kovboj (i cena za nejlepší film)[48]
- 1972 Cena BAFTA za nejlepší režii za film Mizerná neděle (i cena za nejlepší film)[48]
- 1981 čestný doktorát na Balliol College Oxfordské univerzity[51]
- 2003 hvězda na chodníku slávy v Palm Springs[52]

Zlatý glóbus za nejlepší režii nikdy nezískal, byl však na něj třikrát nominován: za Drahouška (1966), Půlnočního kovboje (1970) a Maratónce (1977).